# Nullemont
Nullemont és un municipi francès situat al departament del Sena Marítim i a la regió de Normandia. L'any 2017 tenia 135 habitants. El primer esment escrit «Nuillemont» data del segle xii.

## Demografia
El 2007 la població de fet de Nullemont era de 111 persones, 44 famílies i 58 habitatges. La població ha evolucionat segons el següent gràfic:

## Economia
El 2007 la població en edat de treballar era de 63 persones. Hi havia una empresa de construcció, una empresa de comerç i reparació d'automòbils i una entitat de l'administració pública. L'any 2000 a Nullemont hi havia sis explotacions agrícoles que conreaven un total de 153 hectàrees. Hi havia una escola maternal integrada dins d'un grup escolar amb les comunes properes.